# Tiêm Thạch

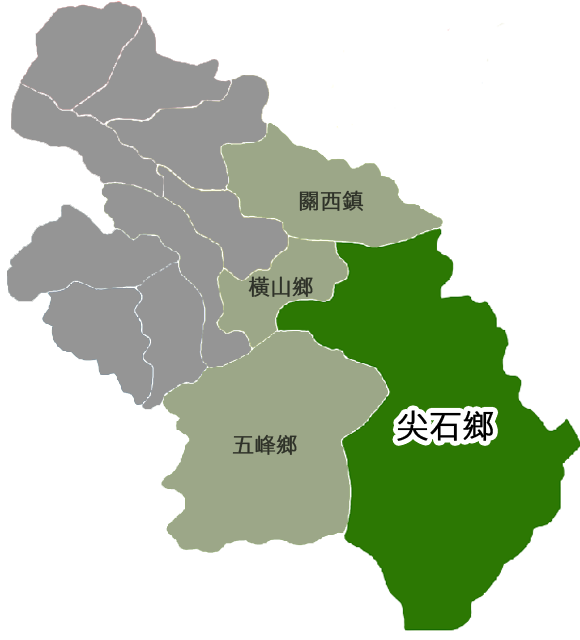
Vị trí tại Tân Trúc (màu xanh đậm)

Tiêm Thạch (tiếng Trung: 尖石鄉; bính âm: Jiānshí Xiāng) là một hương (xã) của huyện Tân Trúc, tỉnh Đài Loan, Trung Hoa Dân Quốc (Đài Loan). Hương có địa hình đồi núi với độ cao từ 1500-3000 mét và nằm trong công viên quốc gia Tuyết Bá. Tổng diện tích của hương là 527,5795 km², dân số vào tháng 8 năm 2011 là 8.518 người thuộc 2.709 hộ gia đình, mật độ cư trú đạt 16,1 người/km². Cư dân trong hương chủ yếu là thổ dân Đài Loan và có một số người Khách Gia.